# Eugen Hähnle
Eugen Hähnle (né le 20 juillet 1873 à Giengen et mort le 2 février 1936 à Ulm) est avocat et député du Reichstag.

## Biographie
Eugen Hähnle est le fils de l'industriel Hans Hähnle et Lina Hähnle (de). Son jeune frère est Hermann Hähnle (de).
Il étudie à l'école latine de Giengen, au lycée de Tübingen, au lycée Eberhard-Louis de Stuttgart, à l'Université technique de Stuttgart, aux universités de Berlin, Strasbourg, Munich et Tübingen. À partir de 1897, il est membre du syndicat étudiant AV Igel Tübingen (de) . Il réussit le premier examen du service juridique supérieur de Tübingen en 1899 et le deuxième examen du service juridique supérieur de Stuttgart en 1902.
De 1912 à 1918, il est député du Reichstag allemand pour la 14e circonscription du royaume de Wurtemberg (Ulm, Heidenheim, Geislingen (de)) pour le Parti populaire progressiste. Lors de l'élection du Reichstag en 1912, les libéraux nationaux soutiennent Hahnle, qui se présente en tant que candidat libéral conjoint. Au second tour, il est élu avec le soutien des sociaux-démocrates contre le candidat commun du Zentrum et des conservateurs allemands.